# Centrimatic
Centrimatic ist die Bezeichnung einer automatischen Fliehkraftkupplung, die von dem italienischen Hersteller Garelli in den 1950er Jahren entwickelt wurde. Die Kupplung wurde bei motorisierten Fahrrädern (Velomotoren) und frühen Mopeds eingesetzt. Ihr Ziel war es, das Anfahren und Fahren ohne manuelles Einkuppeln zu ermöglichen und dadurch die Handhabung insbesondere für weniger erfahrene Fahrer erheblich zu vereinfachen. Sie ist der Vorläufer der heutigen Fliehkraftkupplung.

## Aufbau und Funktionsweise
Die Centrimatic-Kupplung besteht aus zwei Kupplungsbacken, die durch Zentrifugalkraft nach außen gedrückt werden, sobald die Motordrehzahl einen bestimmten Schwellenwert überschreitet. Diese Backen pressen sich gegen die Innenwand einer Kupplungstrommel, die mit der Antriebsrolle verbunden ist. Damit wird die Kraft vom Motor auf das Hinterrad übertragen.
Ein integrierter Freilaufmechanismus erlaubt es, das Fahrzeug bei abgestelltem oder im Leerlauf laufendem Motor zu schieben oder anzutreten, ohne dass der Motor mitbewegt wird. Alle Bauteile – Motorwelle, Kupplung, Freilauf und Antriebsrolle – sind koaxial angeordnet.
Der Antrieb erfolgt rein mechanisch und wird automatisch durch die Motordrehzahl geregelt:
- Bei niedriger Drehzahl (z. B. im Leerlauf) bleibt die Kupplung geöffnet, es findet keine Kraftübertragung statt.

- Ab einer bestimmten Drehzahl greifen die Kupplungsbacken, und die Verbindung zur Antriebsrolle wird hergestellt.

## Vorteile
Die Centrimatic-Kupplung bietet gegenüber konventionellen Systemen mehrere Vorteile:
- Vollautomatische Funktion: Keine Handkupplung oder Gangschaltung erforderlich.
- Einfache Bedienung: Ideal für Einsteiger oder Gelegenheitsnutzer.
- Kein Kupplungsdurchrutschen: Direkte Verbindung zwischen Antriebsrolle und Reifen.
- Sicheres Fahren bei Gefälle: Die Motordrehzahl wird durch die Antriebsrolle erhöht; dies erlaubt eine kontrollierte Abfahrt.
- Reduzierter Motorverschleiß: Stoßbelastungen auf Kurbelwellenlager werden minimiert.
- Sanftes Anfahren: Progressives Einkuppeln verhindert Rucke beim Start.
- Bessere Steigfähigkeit: Auch bei hoher Last bleibt der Motor aktiv, ohne abzusterben.

## Innovation
Die Besonderheit der Centrimatic liegt in der Kombination aus Zentrifugalkupplung und Freilauf. Diese mechanische Lösung erlaubt ein sehr einfaches Anhalten und erneutes Losfahren, ohne dass der Fahrer manuell eingreifen muss. Der Motor bleibt dabei im Leerlauf aktiv und koppelt sich automatisch wieder ein, sobald Gas gegeben wird.
Dieses System war in seiner Zeit eine fortschrittliche Alternative zu rein pedalgesteuerten oder handgeschalteten Antriebsformen bei leichten Motorfahrzeugen. Es erlaubte einen wartungsarmen Betrieb und erhöhte die Alltagstauglichkeit kleiner Hilfsmotoren erheblich.

## Verbreitung
Die Centrimatic-Kupplung wurde in verschiedenen Modellen von Garelli eingesetzt und war besonders in städtischen Regionen beliebt. Ihre einfache Bedienbarkeit und Robustheit machten sie zu einem wichtigen Baustein in der Entwicklung früher automatischer Mopeds.